# Benoit Jutras (écrivain)
Pour les articles homonymes, voir Benoît Jutras et Jutras.
Benoit Jutras, né en 1975 à Montréal, est un poète québécois.

## Biographie
Titulaire d'une maîtrise en études littéraires de l’Université du Québec à Montréal, Benoit Jutras est critique littéraire pour l'hebdomadaire Voir de 2004 à 2007. Il enseigne la littérature au Collège de Rosemont depuis 2007.
En poésie, Benoit Jutras fait paraître plusieurs recueils aux éditions Les Herbes rouges dont Nous serons sans voix (2002), L'étang noir (2005), L'année de la mule (2007), Verchiel (2011), Outrenuit (2014) ainsi que Golgotha (2018),,,,,.
En plus de participer régulièrement à des lectures publiques, notamment au Festival international de la Poésie de Trois-Rivières, au Festival Voix d'Amérique ainsi qu'au Festival international de Littérature, il signe des textes dans des revues littéraires (Liberté, Estuaire, Exit).
De 1998 à 2001, il participe à la fondation et à l'orgaisation des soirées poétiques Nuits Urbaines. En 2002, il co-organise le premier colloque interuniversitaire des jeunes chercheurs en création.
Benoit Jutras obtient le Prix Émile-Nelligan en 2002. Il est également finaliste au Prix Jacquelyne Déry-Mochon, au prix Alain-Grandbois (2003, 2005), au Prix de poésie Terrasses Saint-Sulpice de la revue Estuaire, au Prix Louis Guillaume ainsi qu’au Prix du Gouverneur général du Canada.
Benoit Jutras est membre de l'Union des écrivaines et des écrivains québécois.

## Œuvres

### Poésie
- Nous serons sans voix, Montréal, Les Herbes rouges, 2002, 74 p.  (ISBN 2-89419-201-0)
- L'étang noir, Montréal, Les Herbes rouges, 2005, 99 p.  (ISBN 2-89419-242-8)
- L'année de la mule, Les Herbes rouges, 2007, 112 p.  (ISBN 978-2-89419-272-6)
- Verchiel, Montréal, Les Herbes rouges, 2011, 82 p.  (ISBN 9782894193112)
- Outrenuit, Montréal, Les Herbes rouges, 2014, 119 p.  (ISBN 9782894194591)
- Golgotha, Montréal, Les Herbes rouges, 2018, 186 p.  (ISBN 9782894196427)

### Collaborations
- Cour des miracles, Benoit Jutras et Alain Lefort, Québec, Éditions J'ai VU, 2012, 43 p.  (ISBN 9782922763379)
- Poésie Oralité Métal Musique Écrit, Thierry Dimanche, Roger Des Roches, Érika Soucy, Benoît Jutras et Bertrand Laverdure, Québec, Productions Rhizome, 2014, 23 p.  (ISBN 9782981310804)

## Prix et honneurs
- 2003 - Récipiendaire : Prix Émile-Nelligan (pour Nous serons sans voix)[8],[9]
- 2003 - Finaliste : Prix Jacqueline Déry Mochon (pour Nous serons sans voix)[10]
- 2003 - Finaliste : Prix Alain-Grandbois (pour Nous serons sans voix)
- 2003 - Finaliste : Prix du Gouverneur général du Canada (pour Nous serons sans voix)[11]
- 2005 - Finaliste : Prix de poésie Estuaire des Terrasses Saint-Sulpice (pour L'Étang noir)
- 2005 - Finaliste : Prix Alain-Grandbois (pour L'Étang noir)
- 2005 - Finaliste : Prix du Gouverneur général du Canada (pour L'Étang noir)[11]
- 2008 - Finaliste : Prix de poésie Estuaire des Terrasses Saint-Sulpice (pour L'année de la mule)[12]
- 2008 - Finaliste : Prix Louis-Guillaume (pour L'année de la mule)
- 2012 - Finaliste : Prix de poésie Estuaire-Bistro Leméac (pour Verchiel)[13]
- 2012 - Finaliste : Prix du Festival de poésie de Montréal (pour Verchiel)[14]
- 2014 - Finaliste : Grand prix du livre de Montréal (pour Outrenuit)[15]
- 2015 - Finaliste : Prix des libraires, volet poésie(pour Outrenuit)[16]
- 2016 - Finaliste : Prix de poésie Radio Canada (pour L'invention de la pluie)[17]
- 2017 - Récipiendaire : Prix d’excellence de la SODEP (pour Race privée, suite poétique publiée dans la revue Estuaire, n.164)